# Roland Giguère
Pour les articles homonymes, voir Giguère.
Roland Giguère, né le 4 mai 1929 à Montréal et mort dans la même ville le 17 août 2003, est un artiste multidisciplinaire québécois. À la fois poète, peintre, graveur, il a diversifié sa pratique tout en se rattachant à l'histoire politique et sociale du Québec. En plus d'être artiste, il a œuvré en tant qu'éditeur et imprimeur pour les éditions Erta, une maison d'édition qu'il a lui-même créée, et qui accorde une importance marquée à la poésie et au livre d'artistes. Il a reçu plusieurs prix littéraires, dont le prix du Gouverneur général en 1973, qu'il a refusé pour des raisons politiques.

## Biographie
Né à Montréal en 1929 et figure majeure de l’histoire littéraire et artistique du Québec, Roland Giguère est un artiste multidisciplinaire, à la fois poète et éditeur, peintre et graveur faisant l'objet de nombreuses expositions au Canada ainsi qu'à l'étranger. Son œuvre accorde une importance particulière à l’histoire politique, sociale et culturelle du Québec.

« Roland nous laisse en héritage son esprit de résistance et d'invention. Sa vie est exemplaire en ce que le poète nous a appris, par son œuvre, le sens de la création. »

— Jean Royer

### Jeunesse et scolarité
De 1947 à 1950, Roland Giguère étudie à l’Institut des arts graphiques sous le mentorat d’Arthur Gladu (artisan typographe) et d’Albert Dumouchel (graveur). Sa passion du livre passe par la poésie mais aussi par la conception graphique du livre,. « Giguère travaille avec une intensité rare, avec une maîtrise du métier qui s'est sans cesse raffinée et raffermie avec les années ».

Avant ses 20 ans, Roland Giguère fonde les Éditions Erta qui marque la milieu de l'édition expérimental des années 1950. Il y publie de la poésie ainsi que des gravures et des sérigraphies qui illustrent ses recueils. Roland Giguère valorise la collaboration, les petits tirages ainsi que la distribution à petite échelle,. À propos de son travail poétique et graphique, Roland Giguère mentionne, dans une entrevue avec Jean Basile :  
Le recueil imprimé n'est pour moi qu'une extension de la poésie en général car être poète, c'est avant tout un état d'âme, une disposition. - Roland Giguère. 
En 1956, il ouvre sa propre imprimerie qui donnera lieu à la publication d'une œuvre célèbre de Gaston Miron, La Marche à l’amour, illustré par Léon Bellefleur.

### Carrière artistique
Sa démarche d'écriture est avant-gardiste. Il participe à la revue Phases réunissant des artistes et auteurs du dadaïsme, du surréalisme et du futurisme qui viendront influencer sa pratique.
En plus de publier de la poésie, des livres d'artistes et de signer des textes et illustrations dans des catalogues d'exposition, Roland Giguère collabore à différentes revues telles que Edda (Bruxelles), Odradek (Liège), Place Publique, Amérique française, La Barre du jour, Possibles, Liberté (Montréal) et Estuaire (Québec). Ses œuvres ont été traduites en anglais ainsi qu'en espagnol. De plus, de 1970 à 1975, il anime un atelier de recherche graphique à l'Université Laval. Il occupe, durant cette période, la fonction de vice-président de l'Association des graveurs du Québec.
Roland Giguère reçoit de nombreux prix littéraires, tels que le Prix France-Canada, le Prix de poésie des Concours littéraires du Québec. le Grand Prix littéraire de la Ville de Montréal, le Prix Paul-Émile Borduas, la Médaille de l'Académie des lettres du Québec et le prix Athanase-David. En 1974, il refuse le Prix du Gouverneur général pour des raisons politiques.

## Œuvres

### Poésie
- Faire naître, illustrations Albert Dumouchel, édition limitée à 100 ex. num., Montréal, Éditions Erta, 1949, 1 portefeuille.
- Les nuits abat-jour, avec images de Albert Dumouchel, Montréal, Éditions Erta, 1950, 1 portefeuille.
- 3 pas, avec 4 gravures de Conrad Tremblay, Montréal, Éditions Erta, 1950, 18 p.
- Le poème mobile, poème écrit en collaboration par Théodor Koenig et Roland Giguère le 25 mai 1950 sur une distance de 362 milles Boston-Montréal, Montréal, Éditions Erta, 1950, 8 p.
- Midi perdu, dessins de Gérard Tremblay, Montréal, Éditions Erta, 1951, 1 feuille pliée.
- Les armes blanches, avec 6 dessins de l'auteur, Montréal, Éditions Erta, 1954, 28 p.
- L'âge de la parole : poèmes, 1949-1960, Montréal, Editions de l'Hexagone, 1965, 170 p.
- Forêt vierge folle, Montréal, Editions de l'Hexagone, Collection Parcours, 1978 (réédition, 1988), 219 p.  (ISBN 2892950317)
- Temps et lieux, poésie, avec douze sérigraphies de l'auteur et un dessin de Gérard Tremblay, Montréal, Editions de l'Hexagone, 1988, 81 p.  (ISBN 2890063038)
- L'âge de la parole: poèmes, 1949-1960, préface de Jean Royer, Montréal, Éditions de l'Hexagone, 1991, 169 p.  (ISBN 2892950643)
- Cœur par cœur, Montréal, Édition de l'Hexagone, 2004, 68 p.  (ISBN 2-89006-651-7)
- L'âge de la parole : poèmes, 1949-1960, introduction de Catherine Morency et préface de Jean Royer, Montréal, Typo, une société de Québecor média, 2013, 179 p.  (ISBN 9782892953923)

### Livres d'artiste
- Yeux fixes ou l'Ébullition de l'intérieur, Montréal, Éditions Erta, 1951, 18 p.
- Images apprivoisées, Montréal, Éditions Erta, 1953, 36 p.
- Le défaut des ruines est d'avoir des habitants, Montréal, Éditions Erta, 1957, 107 p.
- Adorable femme des neiges, illustré par l'auteur, Châteaunoir, Aix-en-Provence, Éditions Erta, 1959, 12 p.
- Sculpture africaine = African sculpture, texte français par Roland Giguère, texte anglais par Leon Lippel, Montréal, Lippel Gallery, 1964, 40 p.
- 12 dessins, Montréal, Graph, 1966, 1 portefeuille.
- Naturellement : poèmes et sérigraphies, édition limitée à 40 ex., Montréal, Éditions Erta, 1968, n.p.
- La main au feu : 1949-1968, Montréal, Editions de l'Hexagone, 1973 (réédition, 1987), 145 p.  (ISBN 2892950120)
- Abécédaire, poèmes de Roland Giguère, ornés par Gérard Tremblay, édition limitée à 100 ex., Montréal, Editions Erta, 1975, 1 emboîtage.
- J'imagine, poèmes de Roland Giguère, avec 10 lithographies de Gérard Tremblay, édition limitée à 50 ex., Montréal, Editions Erta, 1976, n.p
- 10 cartes postales, Montréal, Éditions Aubes, 1981, 1 portefeuille.
- A l'orée de l'œil, cinquante dessins de Roland Giguère accompagnés d'un texte de Gilles Hénault, édition limitée à 1000 ex., Saint-Lambert, Éditions du Noroît, 1981, 109 p.  (ISBN 2890180565)
- Paroles visibles, douze sérigraphies originales de Roland Giguère, édition limitée à 30 ex., Montréal, Éditions Erta, 1983, 1 portefeuille.
- Les Sorciers de l'Ile d'Orléans, textes de Édouard-Zothique Massicotte, conception, exécution et impression de l'estampe, Roland Giguère, édition limitée à 70 ex., Montréal, Loto-Québec, 1985, 1 portefeuille.
- Énigmes et autres choses, coordination, Édouard Lachapelle, Montréal, Galerie Frédéric Palardy, 1990, 8 p.
- Lazare. poèmes de Patrick Coppens avec dix dessins de Roland Giguère et une préface de Jacques Brault, Trois, coll. Topaze, 1992, 104 p.   (ISBN 2920887378)
- Les mines de plomb, onze dessins et un poème de Roland Giguère, Montréal, Éditions du Silence, 1997, 1 portefeuille.  (ISBN 2-920180-44-4)
- Main d'œuvre, Québec, [éditeur non identifié], 1997, 1 feuille.
- Célébrations, artistes, Jocelyne Aird-Bélanger... et al., édition limitée à 15 ex., Montréal, Conseil québécois de l'estampe, 1998, 1 portefeuille.
- Retirons de prose, J.F. Dowd, dessins de Roland Giguère, Saint-Hippolyte, Éditions du Noroît, 1999, 83 p.  (ISBN 2-89018-427-7)

### Collaborations, catalogues d'exposition et autres
- 20 lithographies, Gérard Tremblay, introduction de Roland Giguère, Montréal, Éditions Erta, 1951, 24 p.
- Les archipels signalés, Jean-René Major, lithographies originales de Roland Giguère, édition limitée à 75 ex., Montréal, Éditions Erta, 1958, 51 p.
- Pouvoir du noir, Montréal, Musée d'art contemporain, 1966, n.p.
- La sérigraphie à la colle, par Roland Giguère, rédaction, Louise Dusseault Letocha, photogr., Jean-Pierre Beaudin, Montréal, Editions Formart, 1973, 31 p.  (ISBN 0885300149)
- Barbarie, François Hébert, front. de Roland Giguère, édition limitée à 90 ex., Montréal, Estérel, 1978, 24 p.
- Arbres, Paul-Marie Lapointe, avec cinq sérigraphies de Roland Giguère, édition limitée à 77 ex., Montréal, Éditions Erta, 1978, 23 p.
- Le cœur dans l'aile : vingt dessins accompagnés d'un texte de Roland Giguère, Gérard Tremblay, Saint-Lambert, Éditions du Noroît, 1980, 13 p.  (ISBN 2890180530)
- Le crabe, Serge Legagneur, illustrations par Roland Giguère, édition limitée à 60 ex., Montréal, Estérel, 1981, 1 portefeuille.  (ISBN 2-920044-17-6)
- « Une aventure en typographie : des Arts graphiques aux Éditions Erta », Études françaises, volume 18, numéro 2, automne 1982, p. 99–104 (lire en ligne).
- Emploi du temps, Jean-Hugues Malineau, illustré par Roland Giguère, édition limitée à 60 ex., Montréal, Estérel, 1983, 20 p.  (ISBN 2920044192)
- La partie et le tout : lecture de Fernand Ouellette et Roland Giguère, Paul Chanel Malenfant, Québec, Presses de l'Université Laval, Collection Vie des lettres québécoises, 1983, 397 p.  (ISBN 2763769462)
- Tirésias ou Le clair-obscur de la conscience, François d'Apollonia, illustrations de Roland Giguère, Longueuil, Le Préambule, cop., 1985, 27 p.  (ISBN 2891330552)
- Effets personnels, de Pierre Morency, dessins de Roland Giguère, édition limitée à 150 exemplaires, Sillery, Le Tourne-pierre, cop., 1986, 39 p.
- Les générations d'artistes, suivi d'entretiens avec Robert Roussil et Roland Giguère, Marcel Fournier, Québec, Institut québécois de recherche sur la culture, 1986, 202 p.  (ISBN 2892240638)
- Roule idéal : journal intimidant, Patrick Coppens, avec huit dessins de Roland Giguère, Saint-Lambert, Éditions du Noroît, Cesson, France, Table rase, cop., 1988, 92 p.  (ISBN 2890181774)
- Quadrature, treize poèmes de Michel Beaulieu accompagnés d'une sérigraphie originale de Roland Giguère suivis d'un texte de Jean Royer, Montréal, Éditions du Silence, 1989, n.p.  (ISBN 2920180150)
- La pensée enchaînée : peintures récentes : l'exposition itinérante de Tin-Yum Lau, texte, Roland Giguère, Montréal, Éditions Galerie Espace, 1991, 26 p.
- Les oiseaux de neige, Louis Fréchette, choix, introduction et envoi de Claude Beausoleil, dessins originaux de Roland Giguère, Montréal, Éditions du Silence, 1992, 43 p.  (ISBN 2-920180-23-1)

### Traduction
- Sculpture africaine = African sculpture, Montréal, Lippel Gallery, 1965, 40 p.
- Miroir et Lettre à l'évadé = Miror, and, Letters to an escapee, Traduction par Sheila Fischman, Erin, Ontario, Press Porcépic, 1976, 12 p.  (ISBN 0888780494 et 0888780486)
- Dentelle = Indented, Roland Giguère, Gaston Miron, Ralph Gustafson et D.G. Jones, Colorado Springs, Press at Colorado College, cop., 1982, 54 p.
- L'âge de la parole = L'età della parola, Roma, Bulzoni, 1983, 156 p.
- Rose & thorn, Traduction par Donald Winkler, Toronto, Exile Editions, 1988, 118 p.  (ISBN 0920428584)

## Prix et honneurs

### Prix
- 1966 - Récipiendaire : Prix de poésie des Concours littéraires du Québec (Pour L'Âge de la parole)[10]
- 1966 - Récipiendaire : Grand Prix littéraire de la Ville de Montréal (Pour L'Âge de la parole)[11]
- 1966 - Récipiendaire : Prix Québec-Paris (Pour L'Âge de la parole)[12]
- 1973 - Récipiendaire : Prix du Gouverneur général (Pour La Main de feu) - Refusé[13],[14],[15]
- 1982 - Récipiendaire : Prix Paul-Émile-Borduas  (Pour l'ensemble de son œuvre)[16],[17]
- 1999 - Récipiendaire : Prix Athanase-David [18],[19]
- 2001 - Récipiendaire : Prix du poète du Festival de la poésie de Montréal[20]

### Décorations
- 1995 - Récipiendaire : Médaille de l'Académie des lettres du Québec[21]

### Archives
- Le fonds d'archives de Roland Giguère est conservé au centre d'archives de Montréal de la Bibliothèque et Archives nationales du Québec.